# رولاند غيبولت
رولاند غيبولت (بالإنجليزية: Roland Guilbault)‏ هو ضابط أمريكي، ولد في 27 نوفمبر 1934، وتوفي في 6 أبريل 2012.